# Malacoptila fulvogularis
Malacoptila fulvogularis là một loài chim trong họ Bucconidae.